# Kalužskaja
Kalužskaja (in russo Калужская?) è una stazione della metropolitana di Mosca, situata sulla linea Kalužsko-Rižskaja. Fu inaugurata il 12 agosto 1974, sostituendo una stazione temporanea con lo stesso nome (situata nella parte più orientale del vicino deposito Kalužskoe), che era in servizio dal 1964.
La nuova stazione fu costruita secondo un design a tre arcate sostenute da pilastri, con colonne ottagonali al posto delle solite colonne squadrate. Anche l'altezza delle colonne fu innalzata, da 4 a 6,5 metri e l'altezza del soffitto fu alzata. Le colonne sono ricoperte in marmo rosa Baikal, mentre le mura sono ricoperte in piastrelle di ceramica bianca e decorate con opere metalliche (di A. Leonteva e M. Shmakova); il pavimento è ricoperto in granito grigio. Gli architetti della stazione furono N. Demchinskiy e Julija Kolesnikova.
Gli ingressi della stazione sono in via Profsojuznaja a nord di via Obrucheva, e si trovano anche su piazza Academic Keldysh. Il traffico quotidiano di passeggeri è di 62.300 persone.